# 6 vendémiaire
6 jour complémentaire 6 brumaire
Le sextidi 6 vendémiaire, officiellement dénommé jour de la balsamine, est le 6e jour de l'année du calendrier républicain.
C'était généralement le 27e jour du mois de septembre dans le calendrier grégorien.